# Rinopitec daurat
El rinopitec daurat (Rhinopithecus roxellana) és una espècie de primat catarrí de la família dels cercopitècids. És endèmic de la Xina, on el seu àmbit de distribució es limita a les muntanyes Hengduan, a les províncies de Sichuan i Gansu; les muntanyes Qinling, a la província de Shaanxi; i les muntanyes Shennongjia, a la província de Hubei. Aquestes muntanyes es troben al nord del riu Iang-Tsé i al sud del Riu Groc. És el primat que viu a més altura del món.